# Laerpe Motta
Laerpe Motta (Rio de Janeiro, 9 de maio de 1933) é publicitário e artista plástico brasileiro auto-didata, membro da Academia Brasileira de Belas Artes.
Iniciou sua carreira nas artes, oficialmente, em 1955, quando foi premiado graças ao seu trabalho em homenagem ao 36º Congresso Eucarístico Internacional, realizado no estado do Rio de Janeiro.
Laerpe Motta nunca cursou uma escola de belas artes; sua formação artística ocorreu nas agências de publicidade em que trabalhou como diretor de arte.
O mundo da propaganda daria também a Laerpe Motta a feliz oportunidade de trabalhar ao lado de Enrico Bianco - e esse encontro mudou sua vida. Percebendo o enorme potencial artístico de Laerpe Motta, Bianco não descansou enquanto não o convenceu a abandonar o reino dos anúncios para seguir exclusivamente a carreira de artísta plástico.

## Premiações e destaques profissionais
- 1955 – 1º lugar (prêmio aquisição) – 36º Congresso Eucarístico Internacional.
- 1967 – Medalha de bronze – Salão Nacional de Belas Artes.
- 1968 – Medalha de prata – Salão do Centenário – Clube Ginástico Português – Rio.
- 1970 – Pinta dois painéis para o Banco Real, agência Assembléia – Rio.
- 1975 – Pinta um quadro para o Banco do Brasil para a inauguração da agência em Los Angeles, nos EUA.

- Tem seu nome incluído no Dicionário de Artes Plástica do Brasil
- 1977 – Convidado pela Casa da Moeda do Brasil para executar s medalha comemorativa do quadricentésimo aniversário do pintor Rubens.

- Recebe o título de Artista Plástico do Ano, conferido pela Associação dos Artistas Plásticos do Distrito Federal – Brasília.
- Cria capas para os discos da Orquestra Sinfônica Brasileira.
- 1978 – Cria um selo para os Correios e Telégrafos do Brasil, sob o tema Paz e Desenvolvimento, e considerado pela crítica especializada o melhor selo do ano.

- Novamente convidado pela Casa da Moeda do Brasil, executa medalha comemorativa dos 150 anos da existência do Sistema Braille.
- 1979 – Cria capas para os discos da Orquestra de Câmara da Philips.

- Mais uma vez convidado pela Casa da Moeda do Brasil, executa medalha comemorativa para o Ano Internacional da Criança.
- 1980 – A Shell do Brasil adquire um quadro para a sua pinacoteca.
- 1981 – O Secretário Estadual de Educação e Cultura do Rio de Janeiro, dr. Arnaldo Niskier, presenteia o então governador do estado dr. Chagas Freitas, em solenidade oficial.
- 1984 – Premiação no Centro Internacional D'Art Contemporain – Paris.
- 1997 - Entra para Academia Brasileira de Belas Artes – Rio

- Obras no Museu de Arte de Londrina – PR.

## Exposições

### Individuais
- 1966 – Salão da H. Stern – Rio
- 1967 - Galeria Toca de Arte – Rio
- 1970 - A Galeria – S.Paulo
- 1971 - A Galeria – S.Paulo
- 1972 - Galeria Marte 21 – Rio
- 1973 - Galeria Guignard – BH.
- 1974 – Galeria Ipanema – S.Paulo
- 1975 – Galeria Ipanema – Rio
- 1976 – Galeria Ipanema – S.Paulo
- 1982 – Galeria de Arte-Época - Salvador
- 1988 – Galeria de Arte Borghese - Rio
- 1997 – Fundação Mokiti Okada - Rio
- 2001 - Bolsa de Valores do Rio

### Coletivas
- 1968/1969 – várias exposições - S.P
- 1971 - Artistas cariocas na Hebraica - S.P.

- Salão da Criança – S.P.
- 1972 – 1ª mostra de Artes Visuais do do Estado do Rio de Janeiro

- 2º Salão de Arte da Hebraica - Rio de Janeiro
- 1975 – Galeria A.M.I. – BH (tema: São Francisco de Assis)
- 1980 – várias exposições - Rio
- 1991 – Galeria Renoir – Campos Inter Studio - Rio
- 1993 – Galeria Union Square Galleries - San Francisco - EUA
- 1995 – Galeria Imagem - Rio

- Galeria Zain – Volta Redonda
- Atelier 10 - Rio
- Clube da Aeronáutica - Rio
- 1996 - Club Med – Guaratiba - Rio

- Rio Design Center - Rio
- Atelier 10 - Rio
- 1997 - Casa Shopping - Rio
- 1998 - Air Galery - Londres
- 2002 - FESP - Rio

- Royalty Arte - Rio

## Considerações sobre seu trabalho
Jorge Amado
… um pintor rico de cores e senhor de uma técnica e de um preparo artesanal dos mais puros, em elaboração extremamente cuidadosa…
Caribé
…numa simplicidade notável, esse artista sabe compreender a tinta, seus efeitos de luz e a transparência nas superposições…
Antonio Bento
… indiferente à querela atual da crise de arte e às especulações a respeito do que a critica aponta como sendo vanguarda, Laerpe forma convictamente no batalhão dos que acreditam na preservação e até na eternidade da pintura…
Mansour Challita
… basta olhar para os quadros de Laerpe Motta para sentir espaços que nem toda obra de arte consegue criar…
Orlando Teruz
… o que mais gosto na obra de Laerpe é o caráter pessoal da sua pintura e a sensibilidade do desenho, que é muito forte…
Jenner Augusto
… seguindo o exemplo dos Renascentistas, Cubistas e Futuristas, Laerpe consegue dar a sua arte uma conotação atual e contemporânea sem se utilizar do feio e do grotesco tão em voga…
Mário Margutti
… com a força plástica dos sonhos, Laerpe faz de sua pintura um ato essencialmente lúdico, onde a imaginação reina absoluta. Mesclando as figuras humanas com cartas de baralhos, dominós, dados e peças de xadrez, ele enlaça o jogo da arte com o jogo da vida – e vice versa…
Bianco
… paro aqui e exijo que todos parem para olhar esses quadros, parem por fora e vivam, se puderem, o que esse pintor está pintando. Não é fácil, é bom avisar, não há mensagens nem invençõeszinhas para ajudar: há pintura e só…
Arnaldo Niskier
…Laerpe é um pintor completo, de personalíssimo jogos cromátiscos. Um dos temas de sua preferência envolve o sempre inspirado cupido. Nós o estimamos muito, somando a esse sentimento a uma admiração infinita…